# Xyloschizon atratum
Xyloschizon atratum är en svampart som beskrevs av Syd. 1922. Xyloschizon atratum ingår i släktet Xyloschizon och familjen Rhytismataceae.   Inga underarter finns listade i Catalogue of Life.